# Каннибалы-гуманоиды из подземелий
«Каннибалы-гуманоиды из подземелий» (англ. C.H.U.D.) — американский фильм ужасов 1984 года режиссёра Дугласа Чика с Джоном Хёрдом и Дэниелом Стерном в главных ролях.
Акроним C.H.U.D. расшифровывается как «Cannibalistic Humanoid Underground Dweller», то есть каннибалы-гуманоиды из подземелий.

## Сюжет
В Нью-Йорке происходят странные вещи. В одном из кварталов города внезапно начинают исчезать люди. Пропадают разные люди, но большинство это бездомные, живущие под землёй в городских коммуникациях. Этим делом занимается капитан полиции Бош, у которого здесь есть и личный интерес, ведь одна из пропавших — его жена. Он проводит беседу с «Преподобным» Эй Джи Шепардом, который занимается благотворительностью, связанной с бездомными. Тот подтверждает, что последние две недели «подземные» бездомные не появляются и не приходят за бесплатной похлёбкой. Ещё он показывает Бошу свои находки, которые он сделал в городских катакомбах: сапог от скафандра и счётчик Гейгера.
В этом же квартале живёт фотограф Джордж Купер со своей подругой Лорен. Его последний проект, как раз связан с жителями канализации. Полиция знает об этом и хочет побеседовать с ним. Купера не оказывается дома, но Преподобный выносит из его квартиры фотографии катакомбных жителей.
Происходит очередное похищение. Некое существо из канализации уносит с собой старика. В этот раз уже есть свидетель — маленькая девочка, внучка жертвы. В полиции она рассказывает, что её дедушку утащил монстр. Далее какое-то непонятное мёртвое существо находят двое рабочих. Обследование показывает, что существо отравилось газом. Люди из Комиссии по ядерному надзору утверждают, что это человек, однако он сильно мутировал из-за радиации. Они называют его «Чад» (англ. C.H.U.D.). Капитан Бош хочет спустить в шахты своих людей для проверки их на наличие других подобных существ, но мистер Уилсон, представитель Комиссии по ядерному надзору, категорически против. Он заявляет, что не пустит полицейских и что в подземелье спустится только его команда. Капитан Бош понимает — ядерщики ведут какую-то свою грязную игру. Тем не менее, в тоннели спускаются обе группы и обе исчезают…
Чады начинают проявлять больше активности и чаще выходить на поверхность за новыми жертвами. Один из них даже громит закусочную, вместе с двумя полицейскими внутри. Мистер Уилсон решается на радикальные меры. Он приказывает запечатать все люки в ближайших кварталах и закачать под землю газ, чтобы отравить всех монстров. Однако, это очень опасно, ведь газ горюч. К тому же в подземелье находится много людей: Преподобный, фотограф Джордж Купер, а также местный журналист. К тому же ещё не известно, что произошло с двумя группами посланными под землю, они могут быть ещё живы.
В это время фотограф и Преподобный, бродя в туннелях в поисках незапертого люка, случайно находят свалку ядерных отходов. Оказывается, ядерщики складировали токсичные отходы прямо под городом. Радиация негативно повлияла на бездомных, живущих под землёй, и превратила их в монстров. Шепард и Купер сообщают об этом капитану полиции, используя найденную рацию. Капитан Бош пробует освободить их, но на его пути становится мистер Уилсон. Он готов убить их всех, лишь бы только сохранить в секрете историю с ядерными отходами.

## В ролях
- Джон Хёрд — Джордж Купер
- Дэниел Стерн — «Преподобный» Эй Джи Шепард
- Кристофер Карри — капитан Бош
- Ким Грейст — Лорен Дэниелс
- Дж. К. Куин — Мёрфи
- Майкл О’Хара — Фуллер
- Питер Майкл Гец — дедушка
- Сэм Макмюррей — офицер Креспи
- Фрэнки Фэйсон — сержант Паркер
- Джон Гудмен — полицейский в закусочной
- Джей Томас — полицейский в закусочной
- Халли Фут — официантка
- Грэм Беккел — Вэл
- Джон Полито — журналист
- Джордж Мартин — мистер Уилсон

## Рецензии
На сайте Rotten Tomatoes фильм имеет рейтинг свежести 29 % на основе 14 рецензий. Лоуренс Ван Гельдер из The New York Times в своей рецензии отмечает: «Фильм не предъявляет каких-либо серьёзных претензий к правительству и не затрагивает проблемы окружающей среды. Это лёгкое коммерческое развлечение, но для фильма ужасов это достойная попытка». Патрик Naugle из DVD Verdict называет фильм забавным и также указывает, что он фокусируется больше на развлечении, чем на серьёзных проблемах. Кит Фиппс из The A.V. Club отмечает, что «фильм идеально подходит для усталого вечернего просмотра и практически несмотрибелен в любое другое время». Джошуа Роткопф из Time Out включил его в список лучших фильмов снятых в Нью-Йорке, но назвав фильм «больше смешным, чем страшным».

## Наследие
Во время своего выхода фильм был разгромлен критиками, однако с годами приобрёл культовый статус. Отсылки на фильм встречались в таких сериалах, как «Симпсоны», «Флэш», Aqua Teen, «Касл», «Спецагент Арчер» и др. В 1989 году вышло продолжение «Каннибалы-гуманоиды из подземелий 2» (англ. C.H.U.D. II: Bud the C.H.U.D.). В 2014 году был нарисован коллекционный постер к фильму. Один из первых белорусских комиксов «Чёрный лабиринт» (вышел в 1992 году тиражом в 100 тысяч экземпляров) был основан на фильме C.H.U.D..